# 19e étape du Tour de France 1973
La 19e étape du Tour de France 1973 est une étape qui a eu lieu le samedi 21 juillet 1973 entre Bourges (Cher) et Versailles (Yvelines), en France, sur une distance de 233,5 km.
L'étape est remportée par le Britannique Barry Hoban. L'Espagnol Luis Ocana conserve le maillot jaune.

## Classement de l'étape
| \| Classement de l'étape \| Classement de l'étape \| Classement de l'étape \| Classement de l'étape \| Classement de l'étape \| \| Coureur \| Coureur \| Pays \| Équipe \| Temps \| \| --------------------- \| ---------------------- \| --------------------- \| -------------------------- \| --------------------- \| \| 1er \| Barry Hoban \| Royaume-Uni \| Gan-Mercier-Hutchinson \| \| \| 2e \| Jacques Mourioux \| France \| \| \| \| 3e \| Daniel Ducreux \| France \| Flandria-Carpenter-Shimano \| \| \| 4e \| Jan Krekels \| Pays-Bas \| Canada Dry-Gazelle \| \| \| 5e \| Jacques Esclassan \| France \| Peugeot-BP-Michelin \| \| \| 6e \| Gerard Vianen \| Pays-Bas \| Sonolor \| \| \| 7e \| Albert Van Vlierberghe \| Belgique \| Rokado-De Gribaldy \| \| \| 8e \| Walter Godefroot \| Belgique \| Flandria-Carpenter-Shimano \| \| \| 9e \| Gérard Besnard \| France \| \| \| \| 10e \| Régis Delépine \| France \| Gan-Mercier-Hutchinson \| \| |                        |             |                            |       |
| |                        |             |                            |       |
| |                        |             |                            |       |
| Classement de l'étape |                        |             |                            |       |
| Coureur | Coureur                | Pays        | Équipe                     | Temps |
| 1er | Barry Hoban            | Royaume-Uni | Gan-Mercier-Hutchinson     |       |
| 2e | Jacques Mourioux       | France      |                            |       |
| 3e | Daniel Ducreux         | France      | Flandria-Carpenter-Shimano |       |
| 4e | Jan Krekels            | Pays-Bas    | Canada Dry-Gazelle         |       |
| 5e | Jacques Esclassan      | France      | Peugeot-BP-Michelin        |       |
| 6e | Gerard Vianen          | Pays-Bas    | Sonolor                    |       |
| 7e | Albert Van Vlierberghe | Belgique    | Rokado-De Gribaldy         |       |
| 8e | Walter Godefroot       | Belgique    | Flandria-Carpenter-Shimano |       |
| 9e | Gérard Besnard         | France      |                            |       |
| 10e | Régis Delépine         | France      | Gan-Mercier-Hutchinson     |       |

## Classements à l'issue de l'étape

### Classement général
| \| Classement général \| Classement général \| Classement général \| Classement général \| Classement général \| \| Coureur \| Coureur \| Pays \| Équipe \| Temps \| \| ------------------ \| -------------------- \| ------------------ \| ---------------------- \| ------------------ \| \| 1er \| Luis Ocaña \| Espagne \| BiC \| \| \| 2e \| Bernard Thévenet \| France \| Peugeot-BP-Michelin \| \| \| 3e \| José Manuel Fuente \| Espagne \| Kas-Kaskol \| \| \| 4e \| Joop Zoetemelk \| Pays-Bas \| Gitane-Frigécrème \| \| \| 5e \| Lucien Van Impe \| Belgique \| Sonolor \| \| \| 6e \| Herman Vanspringel \| Belgique \| Rokado-De Gribaldy \| \| \| 7e \| Michel Périn \| France \| Gan-Mercier-Hutchinson \| \| \| 8e \| Vicente López Carril \| Espagne \| Kas-Kaskol \| \| \| 9e \| Joaquim Agostinho \| Portugal \| BiC \| \| \| 10e \| Régis Ovion \| France \| Peugeot-BP-Michelin \| \| |                      |          |                        |       |
| |                      |          |                        |       |
| |                      |          |                        |       |
| Classement général |                      |          |                        |       |
| Coureur | Coureur              | Pays     | Équipe                 | Temps |
| 1er | Luis Ocaña           | Espagne  | BiC                    |       |
| 2e | Bernard Thévenet     | France   | Peugeot-BP-Michelin    |       |
| 3e | José Manuel Fuente   | Espagne  | Kas-Kaskol             |       |
| 4e | Joop Zoetemelk       | Pays-Bas | Gitane-Frigécrème      |       |
| 5e | Lucien Van Impe      | Belgique | Sonolor                |       |
| 6e | Herman Vanspringel   | Belgique | Rokado-De Gribaldy     |       |
| 7e | Michel Périn         | France   | Gan-Mercier-Hutchinson |       |
| 8e | Vicente López Carril | Espagne  | Kas-Kaskol             |       |
| 9e | Joaquim Agostinho    | Portugal | BiC                    |       |
| 10e | Régis Ovion          | France   | Peugeot-BP-Michelin    |       |